# HMCS Karluk

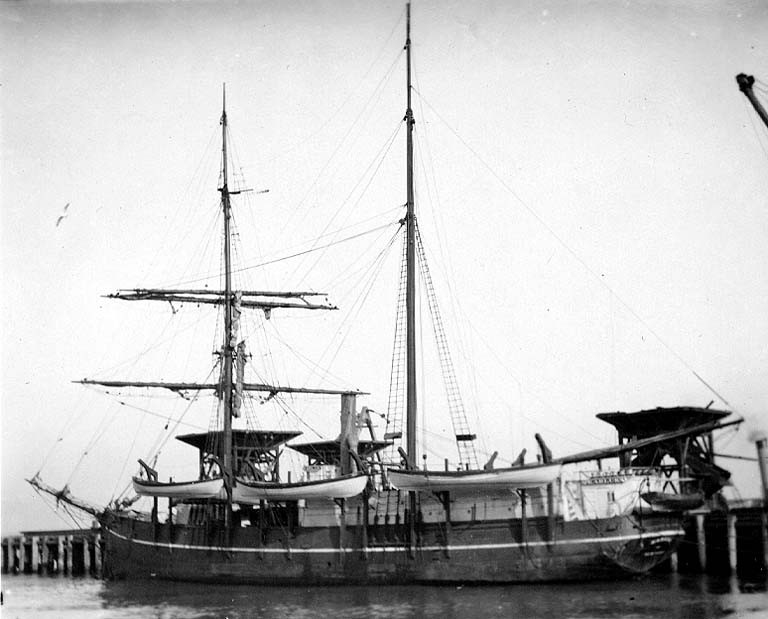
O vapor baleeiro Karluk atracado em 1913

Karluk era um bergantim de construção norte-americana que, depois de muitos anos de serviço como baleeiro, foi adquirido pelo governo canadense em 1913 para atuar como carro-chefe da Expedição Ártica Canadense. Enquanto estava a caminho do encontro da expedição na Ilha Herschel, Karluk ficou presa no gelo do Ártico e, depois de ficar à deriva por vários meses, foi esmagada e afundou em 11 de janeiro de 1914. Dos 25 a bordo (tripulação e pessoal da expedição), onze morreram, seja durante as tentativas de chegar à terra marchando sobre o gelo, ou após a chegada ao refúgio temporário da Ilha Wrangel.

## Última viagem
Karluk partiu de Nome, no Alasca, em 13 de julho de 1913, rumo à Ilha Herschel, onde se encontraria com os outros navios da expedição. Em 13 de agosto, ainda a mais de 200 milhas (320 km) de seu destino, ela ficou presa no bloco de gelo e começou uma lenta deriva, geralmente em uma direção oeste longe da Ilha Herschel. Em 19 de setembro, Vilhjalmur Stefansson e outros membros da equipe da expedição deixaram o navio para uma viagem de caça de dez dias.  Enquanto eles se foram, o gelo, carregando Karluk com ele, começou a derivar mais rapidamente para o oeste, de modo que Stefansson e seu grupo foram incapazes de retornar ao navio. Eles fizeram seu caminho por terra para o Cabo Smythe, perto de Point Barrow.  Enquanto isso, Karluk continuava à deriva, sob perigos constantes das pressões do gelo. Em 10 de janeiro de 1914 ela foi furada; ela pegou água com firmeza e afundou no dia seguinte. Todas as 25 pessoas a bordo – tripulação, pessoal da expedição e caçadores Inuit – foram transferidas para o gelo. Depois de várias semanas em um acampamento de gelo temporário, eles começaram os esforços para chegar à terra mais próxima, a Ilha Wrangel. Um grupo avançado de quatro pessoas perdeu o rumo na marcha e foi encontrado morto na Ilha Herald anos depois. Outro grupo de quatro, incluindo o explorador britânico James Murray, se desprendeu da expedição e tentou chegar a terra de forma independente; nunca mais foram vistos. Dos 17 que chegaram à ilha, três morreram antes da chegada do resgate em setembro de 1914. 